# 国際連合安全保障理事会決議245
国際連合安全保障理事会決議245（こくさいれんごうあんぜんほしょうりじかいけつぎ245、英: United Nations Security Council Resolution 245）は、1968年1月25日に国際連合安全保障理事会で採択された決議である。この決議が採択されたのは、南アフリカ共和国が第1635回 国際連合総会決議（Code No. A/RES/2324（XXII））を遵守せずに南西アフリカからの抑留者を不当に裁き続けていることによるものである。国際連合安全保障理事会は南アフリカ共和国に対して抑留者の早期解放と送還を要求するとともに、すべての国に対して南アフリカ共和国に決議を遵守させる影響力を発するように求めた。
決議は全会一致で採択された。